# Petar Fajfrić
Petar Fajfrić (* 15. Februar 1942 in Šid; † 11. März 2021 in Šabac, Serbien) war ein jugoslawischer Handballspieler.

## Biografie
Petar Fajfrić wuchs in Berkasovo einem Dorf in der Gemeinde Šid auf und besuchte dort die Grundschule. Im Alter von 12 Jahren begann er mit dem Handballspielen. Ab 1957 ging er in Šabac auf eine weiterführende Schule. Nach seinem Abschluss schrieb Fajfrić sich an der Landwirtschaftlichen Fakultät in Zemun ein und trat dem RK Mladost Zemun bei. Es folgten Stationen beim RK Roter Stern Belgrad und bei Dinamo Pančevo. Mit dem RK Crvenka konnte er unter Trainer Vlado Stenzel 1969 die Jugoslawische Meisterschaft gewinnen. In der Saison 1969/70 erreichte die Mannschaft das Halbfinale im Europapokal der Landesmeister, wo sie gegen den SC Dynamo Berlin mit 20:19 ausschied. 1973 wechselte er zum RK Metaloplastika, mit dem ihm der Aufstieg in die höchste Spielklasse des Landes gelang.
Auch mit der Jugoslawischen Handballnationalmannschaft war Fajfrić erfolgreich, so gewann er bei den Mittelmeerspielen 1967 die Goldmedaille sowie Bronze bei den Weltmeisterschaften 1970 und 1974. Sein größter Erfolg war jedoch der Gewinn der Goldmedaille bei den Olympischen Spielen 1972 in München. Insgesamt bestritt Fajfrić 79 Länderspiele für Jugoslawien.
Nach seiner aktiven Karriere blieb Fajfrić als Trainer beim RK Metaloplastika, ehe er mit RK Proleter Zrenjanin 1990 den ersten Meistertitel gewann.
Beruflich war Fajfrić als Diplom-Agraringenieur die meiste Zeit im landwirtschaftlichen Sektor der Gemeinde Šabac tätig. 2020 wurde er zum Ehrenbürger der Stadt ernannt. Seine Tochter Sandra Kolaković wurde ebenfalls Handballnationalspielerin.
Am 11. März 2021 starb Fajfrić im Alter von 79 Jahren während der COVID-19-Pandemie an den Folgen einer SARS-CoV-2-Infektion in Šabac.